# Deutsche Badmintonmeisterschaft 1998
Die Deutsche Badmintonmeisterschaft 1998 fand vom 29. Januar bis zum 1. Februar 1998 in Bielefeld statt.

## Medaillengewinner
| Disziplin    | Gold                                                                           | Silber                                                                  | Bronze                                                                             |
| ------------ | ------------------------------------------------------------------------------ | ----------------------------------------------------------------------- | ---------------------------------------------------------------------------------- |
| Herreneinzel | Oliver Pongratz (FC Langenfeld)                                                | Marek Bujak (TuS Wiebelskirchen)                                        | Mike Joppien (FC Langenfeld)                                                       |
| Herreneinzel | Oliver Pongratz (FC Langenfeld)                                                | Marek Bujak (TuS Wiebelskirchen)                                        | Andreas Wölk (FC Langenfeld)                                                       |
| Dameneinzel  | Katja Michalowsky (SSV Heiligenwald)                                           | Stefanie Müller (SV Fortuna Regensburg)                                 | Nicole Grether (SC Bayer 05 Uerdingen)                                             |
| Dameneinzel  | Katja Michalowsky (SSV Heiligenwald)                                           | Stefanie Müller (SV Fortuna Regensburg)                                 | Heike Schönharting (PSV Grün-Weiß Wiesbaden)                                       |
| Herrendoppel | Michael Helber (SV Fortuna Regensburg) Björn Siegemund (SV Fortuna Regensburg) | Michael Keck (SSV Heiligenwald) Christian Mohr (FC Langenfeld)          | Kai Mitteldorf (BC Eintracht Südring Berlin) Stefan Frey (PSV Grün-Weiß Wiesbaden) |
| Herrendoppel | Michael Helber (SV Fortuna Regensburg) Björn Siegemund (SV Fortuna Regensburg) | Michael Keck (SSV Heiligenwald) Christian Mohr (FC Langenfeld)          | Mike Joppien (FC Langenfeld) Andreas Wölk (FC Langenfeld)                          |
| Damendoppel  | Karen Stechmann (FC Langenfeld) Kerstin Ubben (VfL 93 Hamburg)                 | Nicole Grether (SC Bayer 05 Uerdingen) Sandra Beißel (FC Langenfeld)    | Nicole Baldewein (Bottroper BG) Kathrin Piotrowski (Bottroper BG)                  |
| Damendoppel  | Karen Stechmann (FC Langenfeld) Kerstin Ubben (VfL 93 Hamburg)                 | Nicole Grether (SC Bayer 05 Uerdingen) Sandra Beißel (FC Langenfeld)    | Nicol Pitro (SV Fortuna Regensburg) Anika Sietz (FC Langenfeld)                    |
| Mixed        | Stephan Kuhl (SC Bayer 05 Uerdingen) Nicol Pitro (SV Fortuna Regensburg)       | Björn Siegemund (SV Fortuna Regensburg) Karen Stechmann (FC Langenfeld) | Michael Keck (SSV Heiligenwald) Sandra Mirtsching (SG Anspach)                     |
| Mixed        | Stephan Kuhl (SC Bayer 05 Uerdingen) Nicol Pitro (SV Fortuna Regensburg)       | Björn Siegemund (SV Fortuna Regensburg) Karen Stechmann (FC Langenfeld) | Boris Reichel (TuS Gildehaus) Sandra Beißel (FC Langenfeld)                        |